# 금아리무진
금아리무진(金亞―)은 경상북도를 연고로 하는 시외버스 업체이다. 본사는 대구광역시 동구 용계동에 있고, 사업자 등록은 포항시 남구 중흥로 85 (상도동)에 되어 있다. 계열사로는 시외버스 업체인 금아여행이 있다.

## 역사
2003년에 법인 인수로 설립했으며 이전 사명은 경일여객 이란 사명을 썼다. 현재 금아리무진의 경우 122대의 버스를 보유하고 있다.

## 운행 차량
금아여행의 차량은 현대 쏠라티 현대 유니버스, 기아 뉴 그랜버드 등이 주를 이루고 있다.

#### 기아
- 뉴 그랜버드 파크웨이
- 뉴 그랜버드 그린필드
- 뉴 그랜버드 블루스카이
- 뉴 그랜버드 슈퍼 프리미엄 파크웨이

#### 현대자동차
- 현대 쏠라티
- 뉴 프리미엄 유니버스 스페이스 럭셔리

## 운행 노선

### 시외버스
동대구 출발 노선
- 동대구 ↔ 포항 ↔ 영덕 ↔ 평해 ↔ 울진 ↔ 강릉 ↔ 속초 ↔ 거진 (일부 시간대 경주 경유) <아성고속 공동운행>
- 동대구 ↔ 영천 ↔ 죽장
- 동대구 ↔ 영천 ↔ 임포 ↔ 경주 (일부 시간대 하양 경유)
- 동대구 ↔ 경주 ↔ 포항 <금아여행, 아성고속 공동운행>
- 동대구 ↔ 하양 ↔ 영천 ↔ 안강 ↔ 포항 <금아여행, 아성고속 공동운행>

서대구 출발 노선
- 서대구 ↔ 경주
- 서대구 ↔ 포항(막차 시간대 경주 경유)

울산 출발 노선
- 울산 ↔ 경주 ↔ 영주 ↔ 안동 ↔ 제천 <코리아와이드대성 공동운행>
- 울산 ↔ 신복 ↔ 태화 ↔ 서대구